# Guifré I de Girona
Guifré I de Girona   (Girona, segle IX - segle IX) fou comte de Girona i Besalú (848- anterior a 853). S'identifica amb el vescomte Guifré de Girona esmentat l'any 841.
Va ser nomenat per Carles el Calb a l'assemblea de Narbona de l'octubre del 849 i reconegut a Girona ben aviat tot i l'activitat del marquès Guillem. El 22 de gener del 850 ja consta que actuava com a comte en l'acta d'un judici.
A l'estiu d'aquell mateix any, la ciutat fou atacada pel cabdill musulmà Abd al-Karim ibn Abd al-Wahid ibn Mugit, aliat a Guillem, però va resistir.
Va ser succeït, probablement, pel comte de Barcelona Odalric el 852, encara que és possible que seguís governant uns quants anys més fins al 862, quan se sap que Otger ja era comte de Girona.